# 長風西畫研究會
長風西畫研究會1930年春成立。由方幹民、徐紹曾、郭谷尼、李金髮、朱應鵬等發起。會址在環龍路（今南昌路）環龍里7號。會員二十餘人。長風西畫研究會系西洋畫家學術團體，並招收學員，給以學習和研究西洋畫的指導。同年8月27日至30日，該會舉辦教授近作展覽會。 1931年夏舉辦學員成績展覽會。
原載於1930年《前鋒週報》第12期周繼善發表的《觀秋季長風西畫研究教授近作展覽會以後》中談到了方幹民這一時的期繪畫風格，文中說：「單言他繪畫的技巧，恐怕有歐洲學院派學者底力量。但他是超越了學院派，如《石膏習作》、《臥女》、《玫瑰村之秋色》等。他的情緒因為優秀的原故，所以作品上，充滿著東方希臘的美妙。 」